# UCB (기업)
UCB(프랑스어: Union Chimique Belge 위니옹 시미크 벨주[*], UCB S.A.)는 벨기에 브뤼셀에 본사를 두고 있는 제약회사이다.

## 역사
- 1928년 - 유니온 치미크 벨지 설립 (처음으로 산업용 화학 물질을 전문으로 함)
- 1950년 - 제약사업 진출
- 1963년 - UCB로 사명변경
- 2002년 - 화학품, 첨가제, 접착제 사업분야는 솔루티아(영어판)로 분사